# Langhuis (Zwolle)

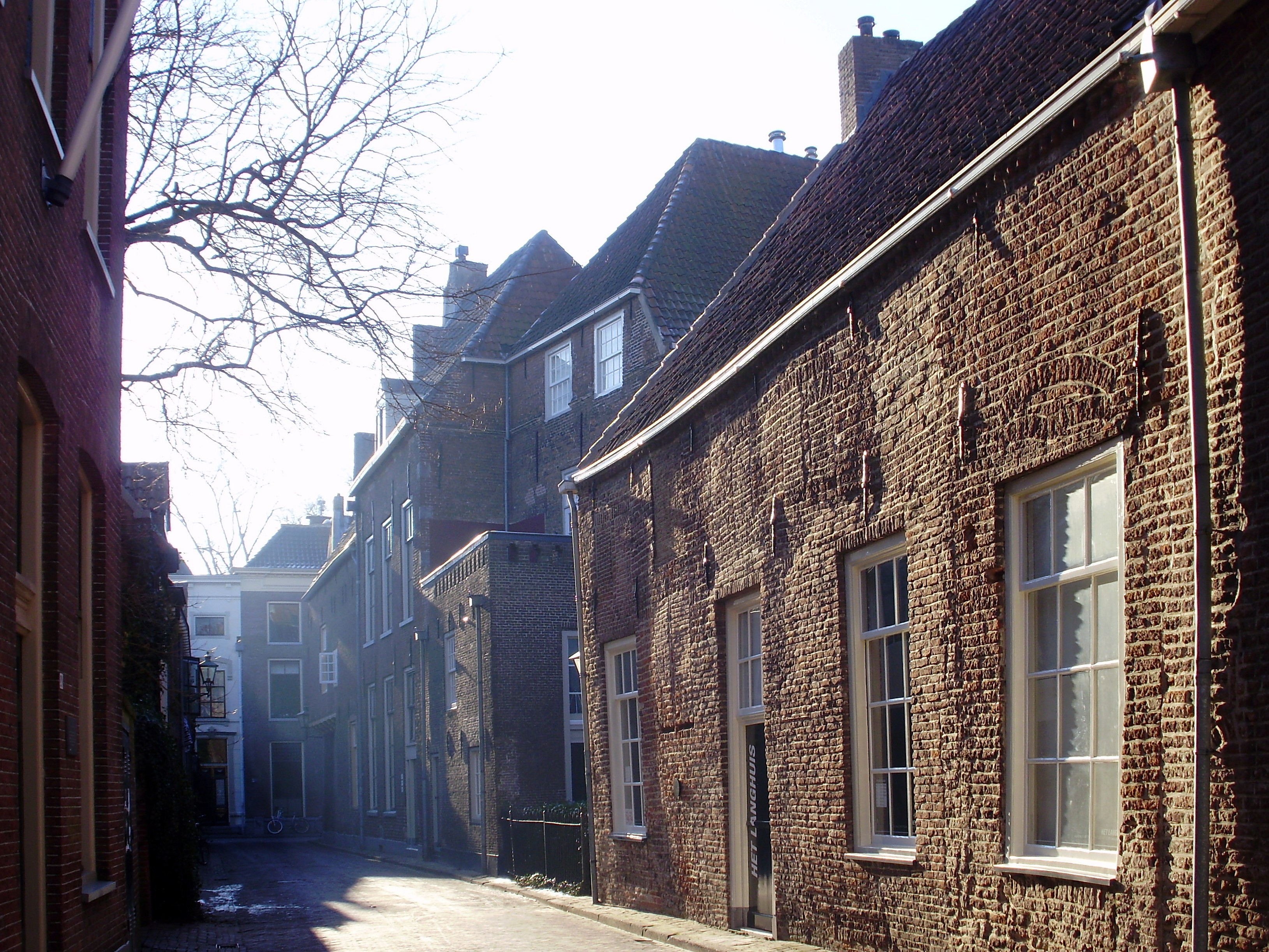
Het Langhuis aan de Goudsteeg 8

Het Langhuis is een middeleeuws bouwwerk aan de Goudsteeg 8 in de Nederlandse stad Zwolle.

## Geschiedenis
Het oudste gedeelte is omstreeks 1400 gebouwd en grenst aan het hofje van de Emmanuelshuizen en het Hof van Zuthem. Het noordelijke gedeelte dateert uit de 16e eeuw. Het oudste gedeelte maakte sinds 1639 deel uit van de stichting Emmanuelshuizen dat onderdak bood aan arme katholieke vrouwen. Het Langhuis was ooit onderdeel van het convent Arme Fratershuis.
Het gebouw is tegenwoordig in gebruik door Kunstruimte 'Het Langhuis' en is op Open Monumentendag voor het publiek toegankelijk.